# Death by Stereo
A Death by Stereo amerikai hardcore punk/punk rock/heavy metal együttes.

## Története
1998-ban alakultak a kaliforniai Orange County-ban (Orange megye). Ian Fowles, Jarrod Alexander, Efrem Schulz, Paul Miner és Jim Miner alapították. Jarrod és Ian a D-Cons nevű zenekarban játszottak, Efrem a Clintben zenélt, Paul és Jim pedig a CleanX nevű együttesben játszottak. Nevüket az 1987-es "The Lost Boys" című vámpíros filmből kapták. Első kiadványuk egy kislemez volt megalakulásuk évében, 1998-ban. Ezután Ian kilépett a DBS-ből és Keith Barney vette át a helyét. Ugyanebben az évben leszerződtek az Indecision Records-hoz és rögzítették első nagylemezüket, amely 1999-ben jelent meg. Ezután Jarrod Bostonba költözött, hogy a Berklee zeneiskolában (Berklee School of Music) tanuljon, Keith pedig szintén elhagyta az együttest, hogy a többi zenekarára (Throwdown, Eighteen Visions) koncentráljon.
Azóta még öt nagylemezt adtak ki. Első albumuk az Indecision Records gondozásában jelent meg, az utána következő három lemezt az Epitaph Records adta ki, a 2009-es nagylemezüket Serj Tankian kiadója, a Serjical Strike Records jelentette meg, a 2012-es lemezükért pedig a "Viking Funeral Records" felelt.

## Tagok
- Efrem "The Bean" Schulz - ének, gitár, billentyűk, programozás (1998-)
- Dan Palmer - gitár (1999-)
- JP "The Kid" Gericke - ritmusgitár (2009-)
- Robert Madrigal - basszusgitár (2014-)
- "Turkish" Mike Cambra - dob, ütős hangszerek (2010-)

## Korábbi tagok
- Jim Miner - gitár
- Ian Fowles - gitár
- Keith Barney - gitár
- Tim "Tito" Owens - gitár
- Jarrod Alexander - dob
- Tim Bender - dob
- Todd Hennig - dob
- Chris Dalley - dob
- Tyler Reebe - basszusgitár
- Jeff Clark - basszusgitár
- Paul Miner - basszusgitár

## Diszkográfia
- If Looks Could Kill, I'd Watch You Die (1999)
- Day of the Death (2001)
- Into the Valley of Death (2003)
- Death for Life (2005)
- Death is My Only Friend (2009)
- Black Sheep of the American Dream (2012)

## Egyéb kiadványok

### EP-k
- Fooled by Your Smile (1998)
- Death by Stereo/Ensign split (2000)
- No Shirt, No Shoes, No Salvation (2000)
- Just Like You'd Leave Us, We've Left You for Dead (2016)

### Koncertalbumok
- Law of Inertia Live Series Volume 3 (2003)
- Death Alive (2007)